# 群馬連れ子殺人・人肉食事件
群馬連れ子殺人・人肉食事件（ぐんまつれごさつじん じんにくしょくじけん）は、第二次世界大戦終戦間際の1945年（昭和20年）に、群馬県北甘楽郡尾沢村（現・南牧村）で起きた殺人事件。
現地に住む女が再婚相手の連れ子を殺害し、その人肉を家族皆に食べさせたとされる。

## 事件の発覚
1945年10月31日。尾沢村の巡査が戸口調査のため、村の住民であるAの家を訪ねた。Aの次女T（当時17歳）が学校に行かずにいつも家にいるはずだったが、その姿がなかった。Aの内縁の妻であるH（当時33歳）は、巡査にTの行方を尋ねられ、「前橋へ行った」などと曖昧に答えた。
TはHの継子であり、以前からHに冷遇されていることが、周辺の噂になっていた。不審に思った巡査が調査の上、Hに任意出頭を求めて取り調べたところ、Hは「病死したTを自宅の庭先に埋めた」と供述した。ただちに下仁田警察署で取り調べが行なわれ、最終的にHは「食料に窮した末に、Tを殺してその肉を家族で食べた」と供述した。

## 事件の経緯
Aは先妻と死別、Hは離婚歴があり、事件当時のA家の家族構成はAとH、Aの連れ子4人、Hの連れ子1人、AとHの実子2人という複雑なもので、Aの連れ子の内の次女がTであった。Aは怠惰な性格であり、食料が必要でない限り働こうとはしない上、Hが配給の食料を無計画に消費するため、A家の生活は極めて貧乏であった。終戦間際で貧困が珍しくない時代において、A家の貧しさはこの地で最も厳しいものといわれた。
Aは自分の連れ子達のうち、T以外の3人を奉公に出していた。しかし、Tは幼少時に患った髄膜炎による知的障害で、普段の会話もままならないため、Tだけは家に残り、学校にも通っていなかった。
以下の経緯は、群馬県警察の送致書の記述や朝日新聞の報道による。
1945年3月26日頃のこと。当時のA家は、近所から農作物を分けてもらうことで食事を凌いでいたが、戦中のために近所の家も生活が苦しく「これで最後」と念を押されていた。しかしこの日、かろうじて残っていた味噌汁を、Aが全部食べて外出してしまい、家には食料がまったく無くなった。
午前8時頃、子供たちが空腹を訴え始めた。このときTは、胃腸を痛めて痩せ衰え、気力もなく座っていた。その姿を見たHは、Tの命が長くないと見て、むしろTを殺害してその肉を家族の食料とした方が良いと考え、殺害を決意。他の子供たちを家の外へ遊びに行かせた後、Tの首を戸棚の敷居に押し当て、その首を背後から両手で20分間にわたって押さえつけ、Tを窒息死させた。
その後、Hは鋸と包丁で、Tの遺体から頭部と四肢を切断し、体や内臓をバラバラに解体して鍋で煮込んだ。子供たちや夫Aの帰宅後、その人肉をヤギの肉と偽り、家族皆で食べた。頭部や足首は、家族が寝静まった深夜に、Hが庭に埋めた。こうして一家は3日間にわたって食事にありつくことができたが、Aだけはこの肉の正体に気付いたのか、ひと口も食べようとしなかったという。
事件の発覚後、群馬県警察による捜査の末、A家の庭先から人骨が発見され、骨に鋸の跡があることから、犯行が立証された。Hは精神鑑定によって心神耗弱を認められ、翌1946年（昭和21年）4月11日、前橋地方裁判所の公判において無期懲役の実刑判決が下された。
Hは15年の懲役を経て出所した後、寺に引き取られて余生を送った。2017年（平成29年）時点ではAとHの死去が確認されている。

## 背景
終戦間際は誰もが窮乏し、飢餓に喘ぐ時代であった。当時の新聞報道でも、食糧難での母子心中、食糧目的で警察や進駐軍を襲撃、東京から千葉や埼玉の近郊農家への買出し列車に100万人が殺到など、食糧難に関する記事は非常に多い。加えて上州地方山間部は、平地の少なさから耕地面積が限定され、穀物不足に陥りやすく、慢性的な貧困が生じていた。江戸時代中期の天明の大飢饉では当地で人肉食の記録があり、その後も口減らしが伝統化した。終戦間際から終戦直後の混乱期においては、当地では1943年（昭和18年）から1949年（昭和24年）にかけ、少なくとも4件の子殺しの事件が発生している。
こうした時代と土地の事情から、後の現地の住民の間では、人肉食について「ありえない」と驚愕しながらも、子殺しの行為については激しい非難の声が聞かれず、むしろ「食糧難のため」「時代のため」などと、同情的な意見すら目立っている。当時の新聞記事でも、この事件は「食糧難の悲劇」として大きく報道されている。当時はサツマイモ1本でも御馳走だったため、飢餓に喘いだ挙句の事件は決して他人事ではないとの、同情の声も聞かれている。当時は間引きの風習がまだ残っており、Tが間引きされなかったことが事件に繋がったとする意見もある。ノンフィクション作家の八木澤高明は、Hの行動を「おぞましいことではあるが、人間の誰もが胸のうちに内包している本能なのかもしれない」と述べている。
また、当時の新聞報道や警察資料などでは、AとHが「低能」と書かれていることから、後の文献によってはTのみならずAとHも知的障害とされているか、もしくはその可能性が高いとされている。こうした家庭は、後の常識で言えば福祉の対象となるべきだが、当時は戦中であり、本人たちも行政も福祉の意識は希薄だったことが、事件発生の一因と見る向きもある。また、終戦前後では精神病を患ったこともやむを得ず、殺人が珍しくなかった時代において表面化した事件の一つに過ぎないとの見方もある。これらのことから、時代と土地の事情による食糧難、義家族、知的障害と、いくつもの不幸な事情が重なり合うことで事件に繋がったとの考えもある。
一方で、Hは裁判で心神耗弱を認められているが、脚本家の南川泰三はHが精神病の類であったことを疑問視している。HがTの殺害時に他の子供たちを外に出しており、Tの肉を3日に分けて食べたことは、精神病者としての行為とは考えにくいとの理由である。八木澤の取材によれば、戦中の事情を知る現地の住民からは、Aは生来からの知的障害ではなく、人に騙されてこの地に来た後、無気力になったとの証言が得られている。
このほか、Tの死から事件発覚まで7か月も過ぎており、本当にTの人肉を食べたかどうかの判断が困難なため、現地では人肉食の事実について半信半疑に思う意見も挙がっている。HがTを殺害した現場を目撃した者がいないことや、終戦間際は栄養失調が珍しくなかったことから、実際には単に栄養失調で死去したTをHが土に埋めたに過ぎないとの可能性も示唆されている。

## メディア
小説家の松本清張はこの事件をもとにして、ノンフィクション小説シリーズ『ミステリーの系譜』の1話『肉鍋を食う女』を著した。1967年（昭和42年）に読売新聞東京本社の雑誌「週刊読売」の11月24日号から12月15日号にかけてに連載された後、津山三十人殺しをもとにした『闇に駆ける猟銃』、鈴ヶ森おはる殺し事件をもとにした『二人の真犯人』と共に単行本『ミステリーの系譜』に収録され、刊行された。
この『肉鍋を食う女』を通じて、歴史学者の荒松雄は文藝春秋版の単行本の解説において、本事件を「二十世紀の日本社会においてはまず第一級の異常な事件」と呼ぶと共に、「人間は、状況によってはこうしたことをやるのかもしれない」「われわれの周辺でいつ起こらぬとも限らない」と述べている。文芸評論家の権田萬治は中公文庫版の単行本の解説において「まことに目を覆いたくなるような悲惨な事件」と呼んでいる。